# The Unblinking Eye (Everything Is Broken)
The Unblinking Eye (Everything Is Broken) (в переводе с англ. — «Немигающий глаз (всё разрушено)») — первый сингл с альбома Fun on Earth британского рок-музыканта Роджера Тейлора, наиболее известного как ударника рок-группы Queen. Изначально сингл был выпущен в формате Mp3 для скачивания в официальном магазине Queen, впоследствии сингл вышел на CD.

## Строение
Песня имеет довольно нестандартное строение: она начинается с симфонической прелюдии, длящейся несколько секунд; затем поётся первый куплет с припевом, за которым следует тяжёлый проигрыш на электрогитаре, сопровождающийся резким, пронзительным вокалом. После 20-секундного проигрыша следует второй куплет, после которого исполняется 20-секундная партия на стилофоне — грифельном синтезаторе, издающем неестественный электронный звук. После этого идут долгие инструментальные партии, включающие повторение симфонической мелодии из начала. Потом поётся третий куплет и песня заканчивается.

## Тематика
Тематика песни задевает острые социальные вопросы. В ней поднимаются проблемы «единства Европы», не географическо-политического, а духовного; заявляется, что Соединённое Королевство вовсе не соединено, а представляет собой просто «сложную неразбериху» (англ. This Kingdom's not united Just a complicated mess). Поднимаются вопросы конфиденциальности, упоминаются «пять миллионов камер, которые следят за нами» (англ. Five million cameras stare at us). В песне призывается не пускать молодых людей умирать в такие места, как Афганистан.